# Siegelring

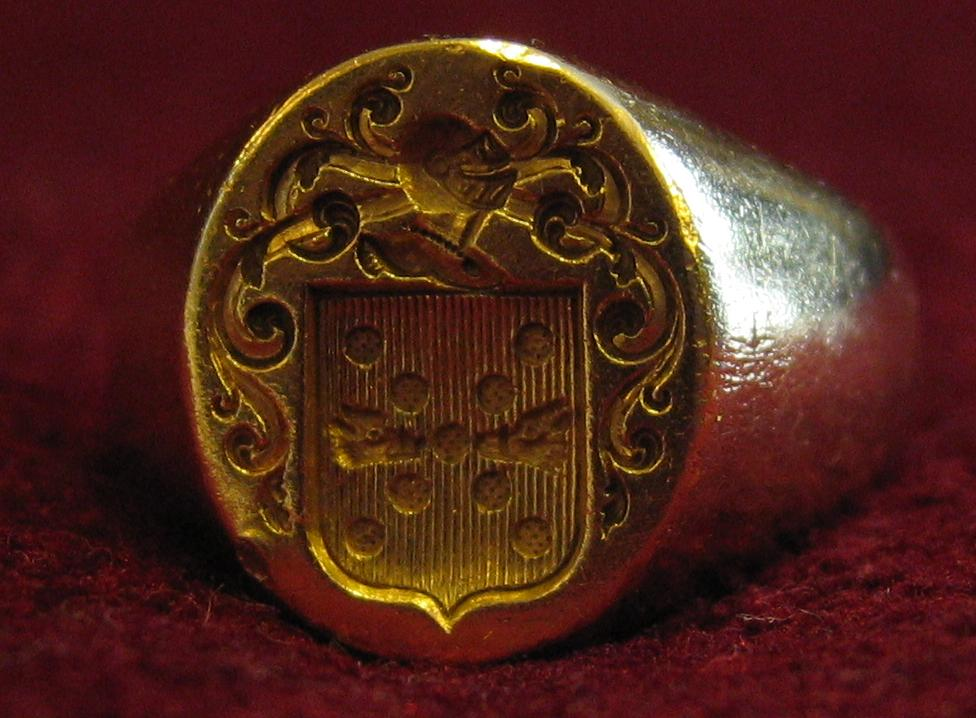
Siegelring mit dem Wappen einer französischen Familie

Ein Siegelring ist ein Ring, der früher als Stempelsiegel diente (Ringsiegel) und als Symbol der Macht und Autorität galt. In Deutschland wird er heute überwiegend als Zeichen für die Zusammengehörigkeit und die Identifikation mit der Herkunft getragen.

## Tragen eines Siegelrings
Einen Siegelring darf heutzutage jeder tragen. Bei der Gravur auf dem Siegelring sind Initialen, Phantasiewappen, figürliche Darstellungen aller Art sowie Ornamente ohne Einschränkungen möglich. Familienwappen sind in Deutschland der Schutznorm des § 12 BGB (Namensrecht) unterstellt, so dass zur Verwendung eines bestimmten Wappens nur die Angehörigen der entsprechenden Familie befugt sind.
In der Vergangenheit wurden Siegelringe überwiegend von Angehörigen des Adels getragen. An amerikanischen Schulen und Universitäten sind Siegelringe als Schulring bekannt und sehr beliebt. Der sogenannte „Klassenring“ ist mit dem Schulwappen, der Jahreszahl des Schulabschlusses sowie Symbolen zum Beispiel für Sportarten oder Künste, die der Schüler ausübt, verziert.
Der Siegelring wird am Ringfinger (Finger zwischen dem Mittelfinger und dem kleinen Finger) getragen. Er ist so zu tragen, dass die Gravur für die Person gegenüber, nicht für den Träger „lesbar“ ist. Von regionalen, konfessionellen und familienspezifischen Gegebenheiten hängt ab, ob an der rechten oder linken Hand. Gelegentlich wird der Siegelring auch am kleinen Finger getragen, sei es weil der Träger das für angebracht hält oder weil der Durchmesser des Ringes im Laufe der Jahre für den Ringfinger zu klein geworden ist. Bei der Größe und Ausgestaltung des Siegelrings werden in der Regel die Grenzen des „guten Geschmacks“ gewahrt. Heute unüblich ist das Tragen des Siegelrings am Daumen oder Zeigefinger, wie es im Mittelalter der Fall war.

## Geschichte
Der Siegelring diente ursprünglich dem Versiegeln von Dokumenten. Dabei war auf die zu besiegelnden Dokumente flüssiger Siegellack zu tropfen und der Siegelring in das noch weiche Material zu drücken. Im Mittelalter und der Antike war solch ein Ring im Allgemeinen der Oberschicht vorbehalten und ein Symbol ihrer Autorität bzw. Macht. Später hatte jede bürgerliche Familie ein eigenes Siegel (oft das Familienwappen).
Schon 2000 v. Chr. wurden in Ägypten Ringe getragen, die auch als Siegelringe verwendet wurden. Der Skarabäuskäfer auf diesen Ringen war üblicherweise aus einem Schmuckstein geschnitzt und auf seiner Unterseite mit der Hieroglyphe des Schmuckmachers versehen. Anfangs wurden diese Käferdarstellungen der Länge nach durchbohrt und an einer Leinenschnur um den Finger getragen – sehr bald wurde dieser Leinenfaden dann durch einen Golddraht ersetzt. Ab 1500 v. Chr. wurden stabilere Ringschienen statt des Golddrahtes verwendet und der Skarabäuskäfer auf diese Schienen aufgenietet, so dass er frei drehbar blieb. Noch später, während der Regentschaft von Tut-ench-Amun, tauchten die ersten Siegelringe in moderner Bauweise auf, bei denen der Name des Ringträgers auf der dekorativen Frontplatte des Rings eingraviert war. Es wurden in dieser Zeit auch kompliziertere Ringe hergestellt, die kleine Figuren der Götter und symbolisch bedeutsamer Tiere als Verzierung trugen, und es wurde auch die Lotusblüte als Ringmotiv verwendet und mit aufwendigen Schmucksteineinlagen gestaltet. Zwischen 1550 v. Chr. und 1500 v. Chr. zeitgleich im Alten Ägypten, in Ugarit sowie bei den Hethitern nachgewiesen. In Mesopotamien fand er dagegen keine Anwendung. Im Iran ist der Siegelring erst Ende des zweiten und Anfang des ersten Jahrtausends v. Chr. in der Region Luristan belegt. Einige Jahrhunderte später war er in der Epoche des Achämenidenreiches und auch in Griechenland in Gebrauch.

## Anwendung
Bei der Anwendung eines Siegelrings ist es wichtig, dass der Ring bzw. die Siegelfläche, kurz vor dem Eindrücken des Rings in den heißen Siegellack, mehrmals angehaucht wird. Dies verhindert, dass der Siegellack in den feinen Zügen des Wappens hängen bleibt.

## Herstellung und Material
Ein Siegelring besteht zumeist aus den Metallen Gold, Silber, Bronze oder Kupfer. Alle Siegel haben eine spiegelverkehrte Gravur eines Ornaments, Initialen oder eine Kombination aus beidem. Siegelringe werden in mehreren Varianten gefertigt, entweder als einheitlich gegossener Siegelring oder zweiteilig aus Platten und Bügel zusammengesetzt; daneben auch aus einem gebogenen Metallband bestehend. Seltener sind dagegen Siegelringe mit einem Siegelstein belegt. Neben den klassischen Materialien wie Gold und Silber, werden heute u. a. auch Chirurgenstahl und andere Metalle verwendet, die aufgrund ihrer Beschaffenheit meist nur noch maschinell gefertigt werden können.

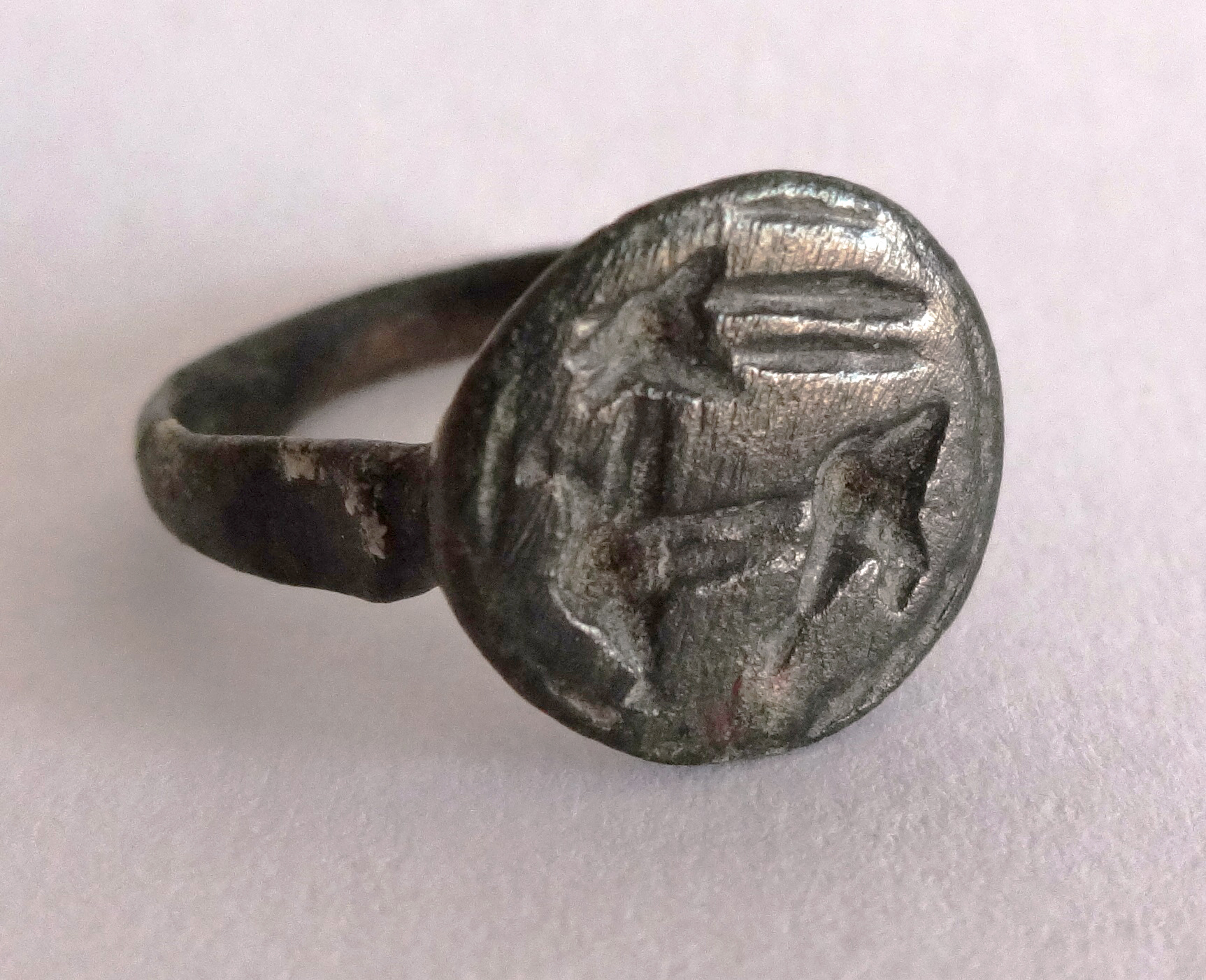
Griechischer Siegelring mit Steinbockmotiv, ca. 4.–2. Jh. v. Chr.
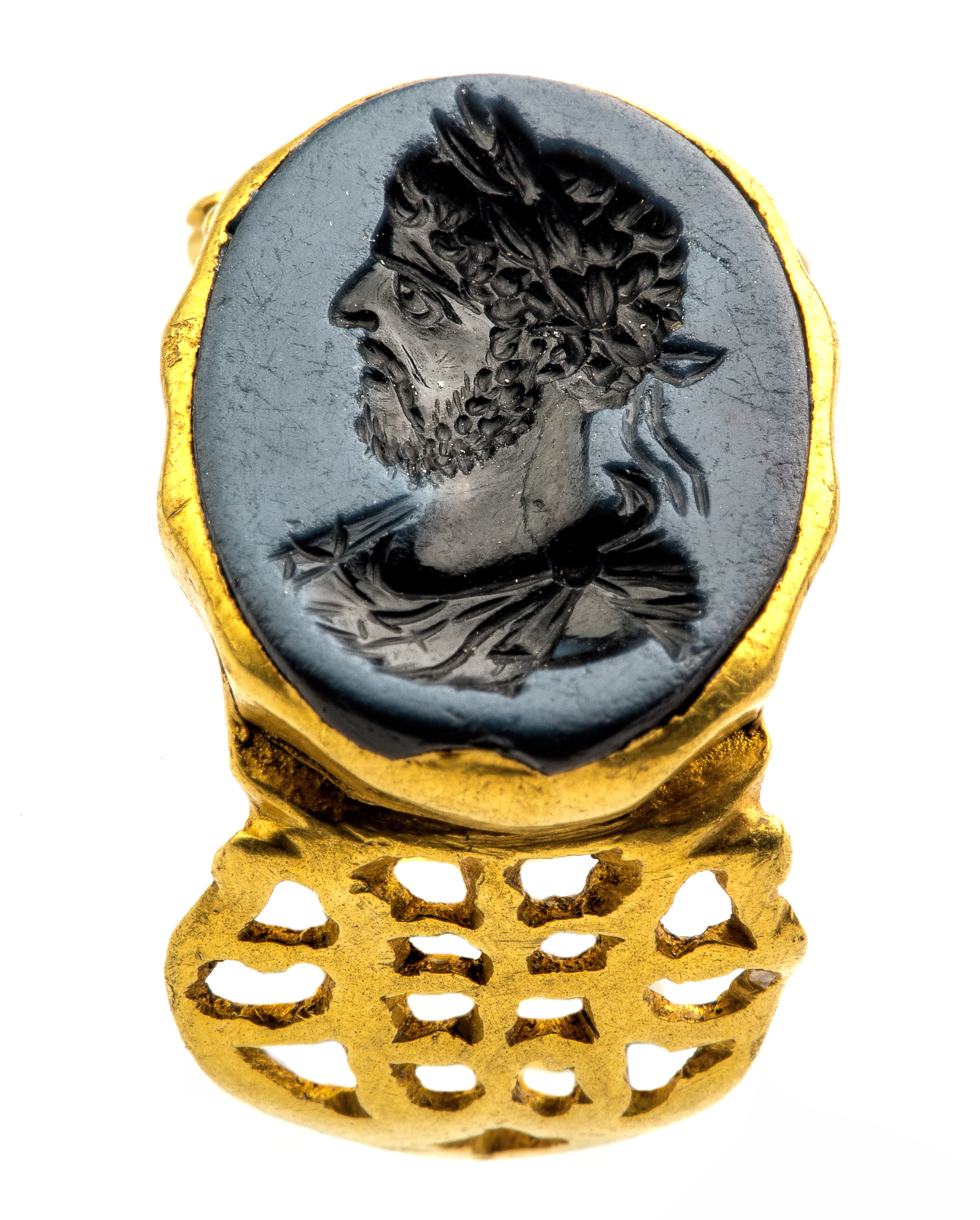
Römischer Siegelring in Gold mit Porträt von Commodus, 180–200 n. Chr., gefunden in Tongern, Gallo-Römisches Museum Tongeren
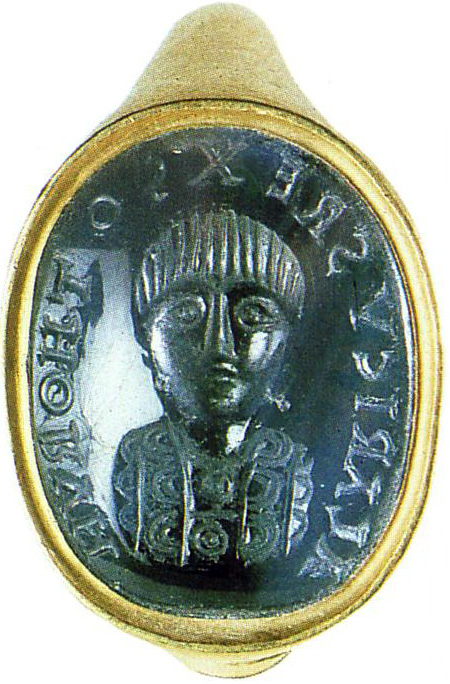
Siegelring von Alarich II. Wien, Kunsthistorisches Museum
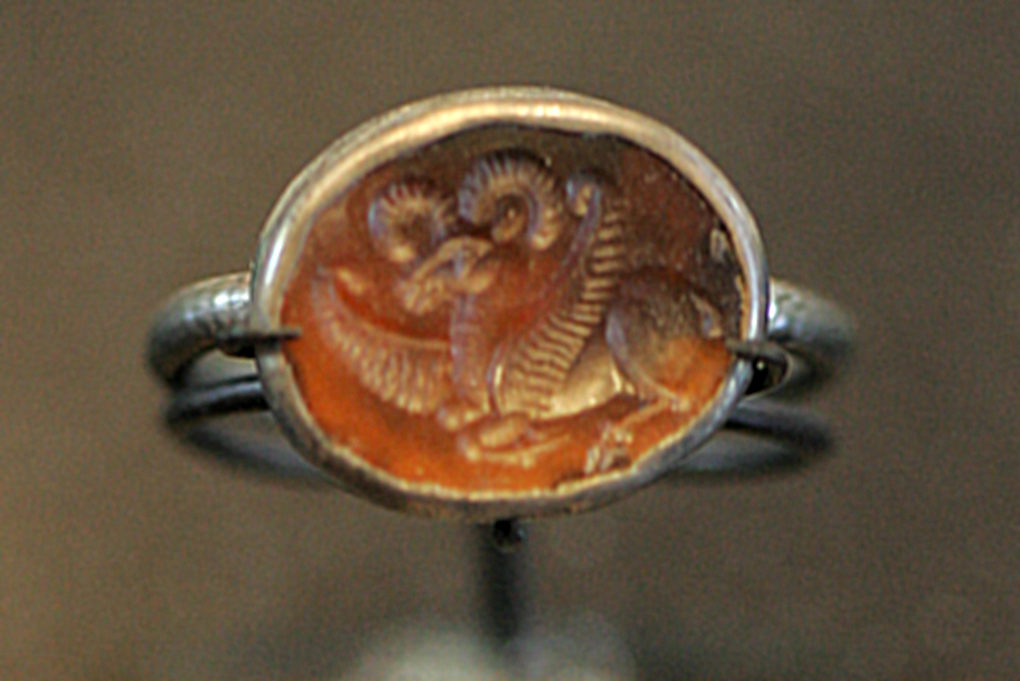
Siegelring aus der Sassanidenzeit
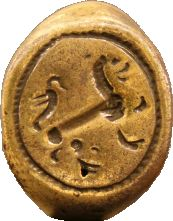
Siegelring, vermutlich 16. Jahrhundert, Cape Creek site (Croatan), Buxton, Dare County, North Carolina
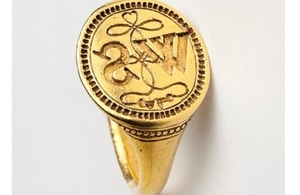
Angeblicher Siegelring von William Shakespeare
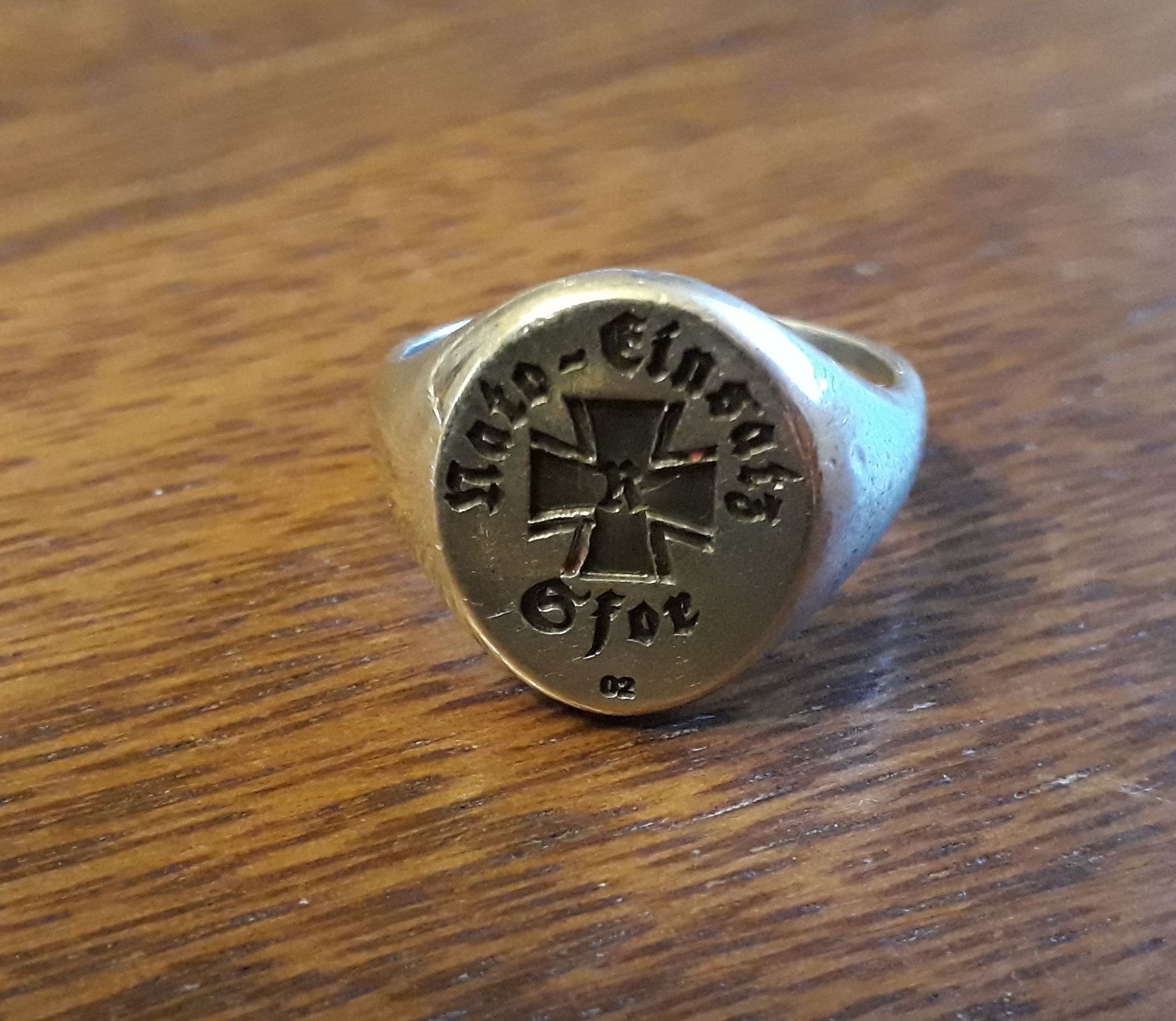
Siegelring NATO Einsatz SFOR aus Silber, 2002 (Bild wurde wegen der Lesbarkeit gespiegelt)
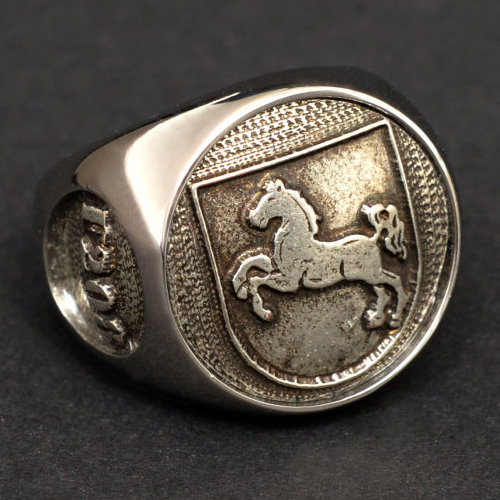
Marine-Siegelring der Fregatte Niedersachsen aus Chirurgenstahl, 2014